# Mistrzostwa Europy U-16 w Piłce Nożnej 1984
Mistrzostwa Europy U-16 w Piłce Nożnej w dniach 3-5 maja roku 1984 były drugą edycją Mistrzostw Europy U-16, organizowanych przez UEFA. RFN było gospodarzem tych mistrzostw. W zawodach wzięły udział cztery drużyny, które rozegrały etap kwalifikacyjny i ćwierćfinały.
Zwycięzcą tej edycji Mistrzostw Europy było RFN, które finale pokonało ZSRR.

## Kwalifikacje
Mistrzostwa Europy U-16 w 1984 roku poprzedziły dwa etapy kwalifikacyjne: runda kwalifikacyjna i ćwierćfinały. W tych rundach 27 reprezentacji narodowych rywalizowało o wyłonienie czterech drużyn, które zagrają w turnieju.

## Uczestnicy
- Anglia (pierwszy występ)
- ZSRR (pierwszy występ)
- RFN (drugi występ)
- Jugosławia (drugi występ)

## Faza Pucharowa
|  | Półfinały | Półfinały  | Półfinały |  |  | Finał             | Finał             | Finał             |
|  |           |            |           |  |  |                   |                   |                   |
|  | \         | RFN        | 5         |  |  |                   |                   |                   |
|  | \         | Jugosławia | 1         |  |  |                   |                   |                   |
|  |           |            |           |  |  | \                 | RFN               | 2                 |
|  |           |            |           |  |  | \                 | ZSRR              | 0                 |
|  | \         | Anglia     | 0         |  |  |                   |                   |                   |
|  | \         | ZSRR       | 2         |  |  | Mecz o 3. miejsce | Mecz o 3. miejsce | Mecz o 3. miejsce |
|  |           |            |           |  |  |                   |                   |                   |
|  |           |            |           |  |  | \                 | Jugosławia        | 0                 |
|  |           |            |           |  |  | \                 | Anglia            | 1                 |

### Półfinały
| 3 maja 1984 | RFN | 5-1 | Jugosławia | Heilbronn |
|             |     |     |            |           |

| 3 maja 1984 | ZSRR | 2-0 | Anglia | Ludwigsburg |
|             |      |     |        |             |

### Mecz o 3. miejsce
| 5 maja 1984 | Anglia | 1-0 | Jugosławia | Böblingen |
|             |        |     |            |           |

### Finał
| 5 maja 1984 | RFN · Simmes · Janßen | 2-0 | ZSRR | Ulm Sędzia: Lajos Nemeth |
|             |                       |     |      |                          |